# Диаминопимелиновая кислота
Диаминопимелиновая кислота (мезо-ДАПК, DAP) — органическое соединение, непротеиногенная аминокислота, по структуре близка к лизину. Характеристический компонент клеточной стенки грамотрицательных бактерий.

## Физико-химические свойства
Диаминопимелиновая кислота представляет собой твёрдое кристаллическое вещество белого цвета, имеет несколько оптических стереоизомеров из-за наличия двух оптических центров. Два стереоизомера ДАПК (2S, 5S и 2R, 5R) обладают оптической активностью, стереоизомер в мезо- положении оптически неактивен. 

## Структура
В своей молекуле содержит по две карбоксильной (у С1 и С7) и две амино-группы (у С2 и С6), вследствие чего проявляет амфотерные свойства. Структурно схожа с лизином, но  имеет дополнительную (-СООН) карбоксильную группу.

## Биологическое значение
ДАПК является неотъемлемой частью пептидогликана (муреина) некоторых бактерий, таких как Escherichia coli, у которых она сшивает структуру петидогликана, посредством образования связей с N-ацетилмурамовой кислотой.
Также ДАПК выполняет функцию точки крепления  так называемого липопротеина Брауна.